# Eilema dorsalis
Eilema dorsalis là một loài bướm đêm thuộc phân họ Arctiinae, họ Erebidae.